# Chandler Kinney
Pour les articles homonymes, voir Kinney.
Chandler Kinney, née le 3 août 2000 à Sacramento (Californie), est une actrice américaine. Elle est connue pour ses rôles dans les séries télévisées Normal Street (en) et L'Arme fatale. En 2022, elle incarne Tabitha « Tabby » Haworthe, l'un des rôles principaux de la série Pretty Little Liars : Original Sin.

## Filmographie

### Cinéma
- 2012 : Dance Battle America : Chantel

### Télévision

#### Séries télévisées
- 2013 : American Horror Story : Julia âgée
- 2013 : 90210 Beverly Hills : Nouvelle génération : Olivia
- 2014 : Trois fantômes chez les Hathaway : Mirabelle (6 épisodes)
- 2014–2016 : Normal Street : Catherine Dillman (22 épisodes)
- 2015 : Le Monde de Riley : Vanessa
- 2016–2019 : L'Arme fatale : Riana Murtaugh (30 épisodes)
- 2017 : Agent K.C. : Monique (2 épisodes)
- 2020 : Zombies 2 : Wolf Tales : Willa
- 2020 : ZOMBIES : Addison's Moonstone Mystery : Willa (voix, 8 épisodes)
- 2021 : The Ghost and Molly McGee : Tammy Myers
- 2021 : ZOMBIES : Addison's Monster Mystery : Willa (voix, 6 épisodes)
- 2022–2024 : Pretty Little Liars : Original Sin : Tabitha « Tabby » Haworthe

#### Téléfilms
- 2013 : Company Town : Ally McKinley
- 2020 : Zombies 2 : Willa
- 2022 : Zombies 3 : Willa